# Villeneuve-Frouville
Villeneuve-Frouville är en kommun i departementet Loir-et-Cher i regionen Centre-Val de Loire i de centrala delarna av Frankrike. Kommunen ligger i kantonen Marchenoir som tillhör arrondissementet Blois. År 2022 hade Villeneuve-Frouville 65 invånare.

## Befolkningsutveckling
Antalet invånare i kommunen Villeneuve-Frouville
| Referens: INSEE |